# Corades cistene
Corades cistene är en fjärilsart som beskrevs av William Chapman Hewitson 1863. Corades cistene ingår i släktet Corades och familjen praktfjärilar. Inga underarter finns listade i Catalogue of Life.

## Bildgalleri

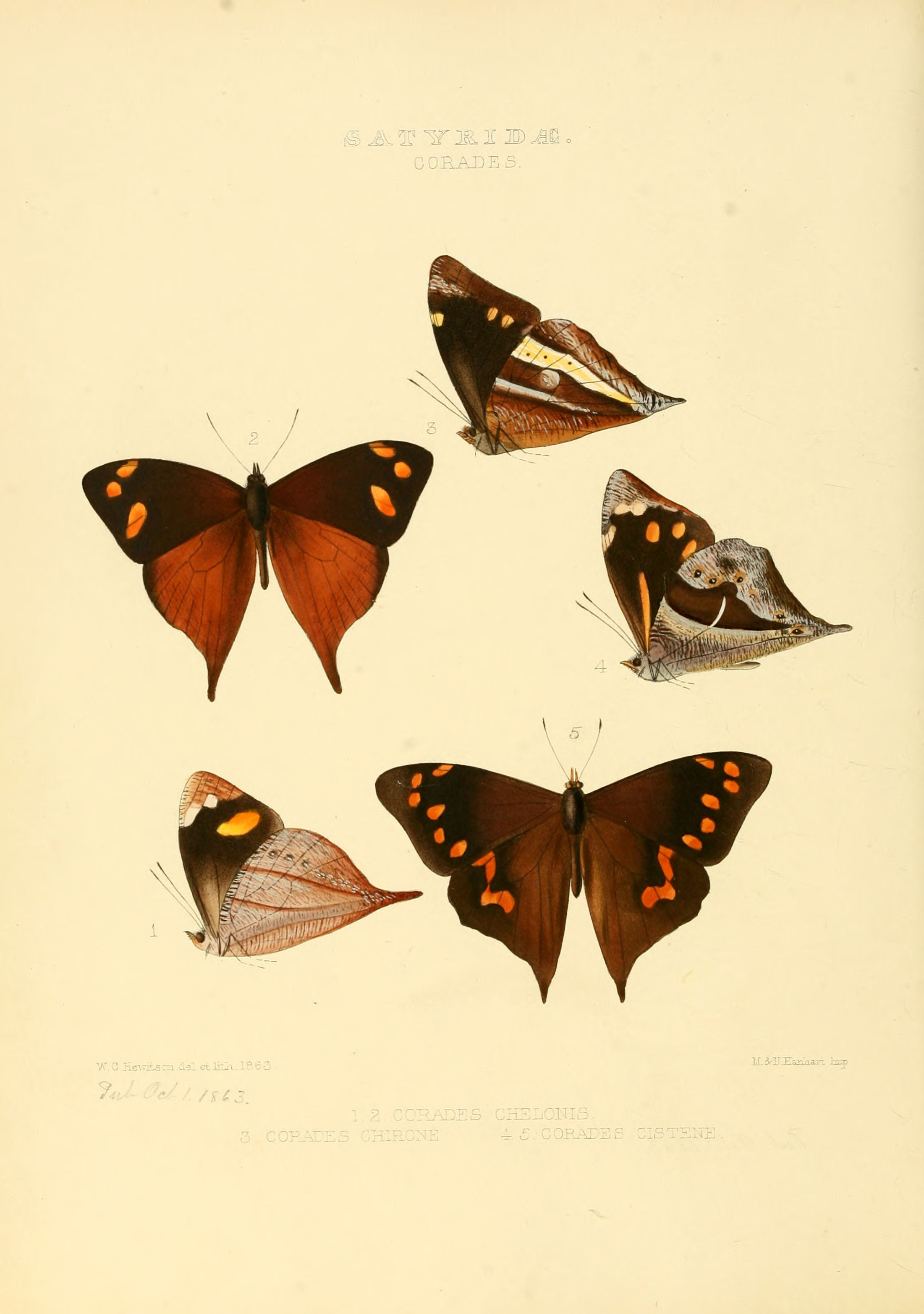